# Agnès Naudin
 (décembre 2024).
L'article doit être relu — et modifié si nécessaire — par des contributeurs indépendants pour apporter un regard critique aux contributions effectuées en violation des conditions d'utilisation de Wikipédia, tant sur la forme (notamment concernant le style encyclopédique, la proportionnalité) que sur le fond (la neutralité de point de vue, la qualité et l'indépendance des sources).
Agnès Naudin, née le 14 avril 1984 à Saint-Cloud, est une écrivaine française.

## Biographie
Agnès Naudin est une capitaine de police française et romancière, spécialisée dans la protection de l'enfance. Elle a travaillé plusieurs années au sein de la Brigade territoriale de protection de la famille, précédemment appelée Brigade des mineurs, où elle a acquis une expertise sur les violences faites aux enfants. Au cours de sa carrière, elle a publié plusieurs ouvrages documentaires dans lesquels elle relate les défis de son métier, mêlant sa connaissance du terrain à une écriture précise et empreinte d'humanité. Son engagement pour les causes sociales et sa compréhension des problématiques liées à l'enfance confèrent à ses écrits une profondeur et un réalisme notables.
En 2018, Agnès Naudin publie son premier livre Affaires de famille chez l'éditeur Le Cherche midi, un livre qui lui vaut des difficultés avec sa hiérarchie,. Le deuxième Affaires d'ados sort en 2019, il plonge dans le quotidien d'une enquête délicate sur les dérives et les souffrances des adolescents, révélant la complexité de leur monde intérieur. Il commence par le parallèle entre l'accident de voiture d'un frère et d'une sœur, au milieu des années 2000.
En 2021, elle coscénarise en collaboration avec Jean-Claude Bartoll et avec le concours du dessinateur Eric Nosal, un roman graphique intitulé Enfances perdues (Hachette, collection Robinson). 
Le 12 juin 2024, sa révocation de la Police est annulée par le tribunal administratif de Paris,.

## Œuvres

### Roman
- CHIARA: Des Illusions, t. 1, Héraclès, 2024, 306 p. (ISBN 978-238661000-4)

### Ouvrages documentaires
- Affaires de famille, Le Cherche midi, 2018, 306 p. (ISBN 978-2379130533)
- Affaires d'Ados, Le Cherche midi, 2019, 332 p. (ISBN 978-2-7491-6188-4)
- Enfance en danger, Éditions Robert Laffont, 2021, 216 p. (ISBN 978-2221253168)
- Police : la loi de l'omerta  (avec Fabien Bilheran), Le Cherche midi, 2022, 288 p. (ISBN 978-2749174815)

### BD
- Enfances perdues  (avec Jean-Claude Bartoll, co-scénariste et Eric Nosal, dessin), Hachette, 2021, 88 p. (ISBN 978-2017076353)